# Пустоваров, Владимир Афанасьевич
Владимир Афанасьевич Пустоваров (укр. Володимир Афанасiйович Пустоваров; род. 19 марта 1948, Одесса) — специалист в области экономики и управления морским транспортом, директор ООО «Бруклин-Киев Порт» (2006—2022), Почётный работник морского и речного транспорта Украины.

## Биография
Родился 19 марта 1948 года в Одессе (УССР). Отец, Афанасий Яковлевич и мать, Калерия Максимовна, были работниками торговых организаций. Владимир Пустоваров с медалью окончил одесскую Среднюю школу №122. После школы поступил в Одесский институт инженеров морского флота (ОИИМФ) на судомеханический факультет, который с отличием окончил в 1971 году.
Карьеру начал на одесском Судоремонтном заводе «Украина».  Во время  службы в Черноморском морском пароходстве судно Владимира Пустоварова заходило в порты Египта во время арабо-израильского конфликта. В соответствии с существовавшими правилами, морякам, посещавшим зоны боевых действий, присваивался статус участника боевых действий, даже если они не принимали непосредственного участия в военных операциях. Несмотря на формальное присвоение этого статуса, Владимир Пустоваров не участвовал в боевых действиях.
С 1973 года — секретарь Жовтневого райкома комсомола Одессы. В 1977 — 1979 годах был помощником капитана на судах Черноморского морского пароходства, с 1979 по 1985 годы — помощником начальника Черноморского морского пароходства. За годы работы в ЧМП Владимир Пустоваров второй раз оканчивает ОИИМФ, получив диплом специалиста в области управления. С 1985 по 1989 годы руководил несколькими экономическими подразделениями ЧМП, с 1989 года — начальник Экономического управления Черноморского морского пароходства. С 1989 по начало 90-х  являлся членом Государственной экзаменационной комиссии экономического факультета ОИИМФ.
В 1990 году Владимир Пустоваров был назначен главой Рабочей группы пароходства по созданию совместного предприятия во Вьетнаме. В 1991 году начал работу во Вьетнаме в качестве генерального директора вьетнамо-украинского СП «Лотос» (Хошимин) , где в течение четырёх лет под руководством Владимира Пустоварова был построен портовый комплекс.
С 1996 по 1997 год работал на Кипре исполнительным директором судоходной компании. С 1997 года вернулся в Одессу, где стал заместителем руководителя компании «Бласплан» (позже переименованной в «Вивал Марин»).
С 2006 по 2022 год работал директором компании «Бруклин-Киев Порт». Под руководством Владимира Пустоварова был построен «с нуля» комплекс по обработке контейнерных грузов. В октябре 2008 года комплекс начал свою работу. С этого времени в его состав вошёл крупнейший контейнерный оператор — французская компания CMA CGM. Практически ежегодно компания «Бруклин-Киев Порт» занимала ведущие места в номинации «Золотой Причал» в Национальном морском рейтинге.  В конце 2021 года компания «Бруклин-Киев Порт» была внесена в Книгу Почёта «Золотой Фонд»  в числе лучших предприятий Украины. 
Компания постоянно увеличивала объёмы оборота контейнеров, суда предпочитали разгружаться у причалов «Бруклин-Киев Порт», нежели следовать в другие порты региона. 
В 2008 году Владимир Пустоваров был награждён знаком «Почётный работник морского и речного транспорта Украины».
В 2010 году Совет Торгово-промышленной палаты Украины и Оргкомитет Национального бизнес-рейтинга наградили Владимира Пустоварова орденом «Статус-награда „Профессионал отрасли“» — за весомый личный вклад в развитие экономики Украины и профессиональное управление.

## Семья
- Жена — Евгения Сергеевна Пустоварова. Экономист, имеет многолетний стаж работы в системе ЧМП, в том числе совместно с супругом за рубежом[9].
- Дочь — Елизавета Владимировна Пустоварова. Юрист, образование — юридический факультет ОНМУ. Работала менеджером компании по туризму «Вивал Тур»[9].

## Награды
- Звание «Почётный работник морского и речного транспорта Украины» (2008)[9];
- Орден «Статус-награда „Профессионал отрасли“» (2010)[9];
- Орден «За заслуги перед Отечеством» (2013)[11];
- Орден «Лидер экономики Украины» (2013)[12];
- Орден «Орден качества» (2015)[13];
- Орден «Гордость страны» (2015)[14];
- Орден «Decus oeconomicae» (2016)[15];
- Орден «Лидер страны» (2017)[16];
- Орден «Профессионал года» (2018)[17];
- Орден «Гордость отрасли» (2021)[18];
- Орден «Образцовый лидер» (2021)[19];
- Медаль «30 лет независимости Украины» (2021)[20].